# Wilhelm-Morgner-Haus

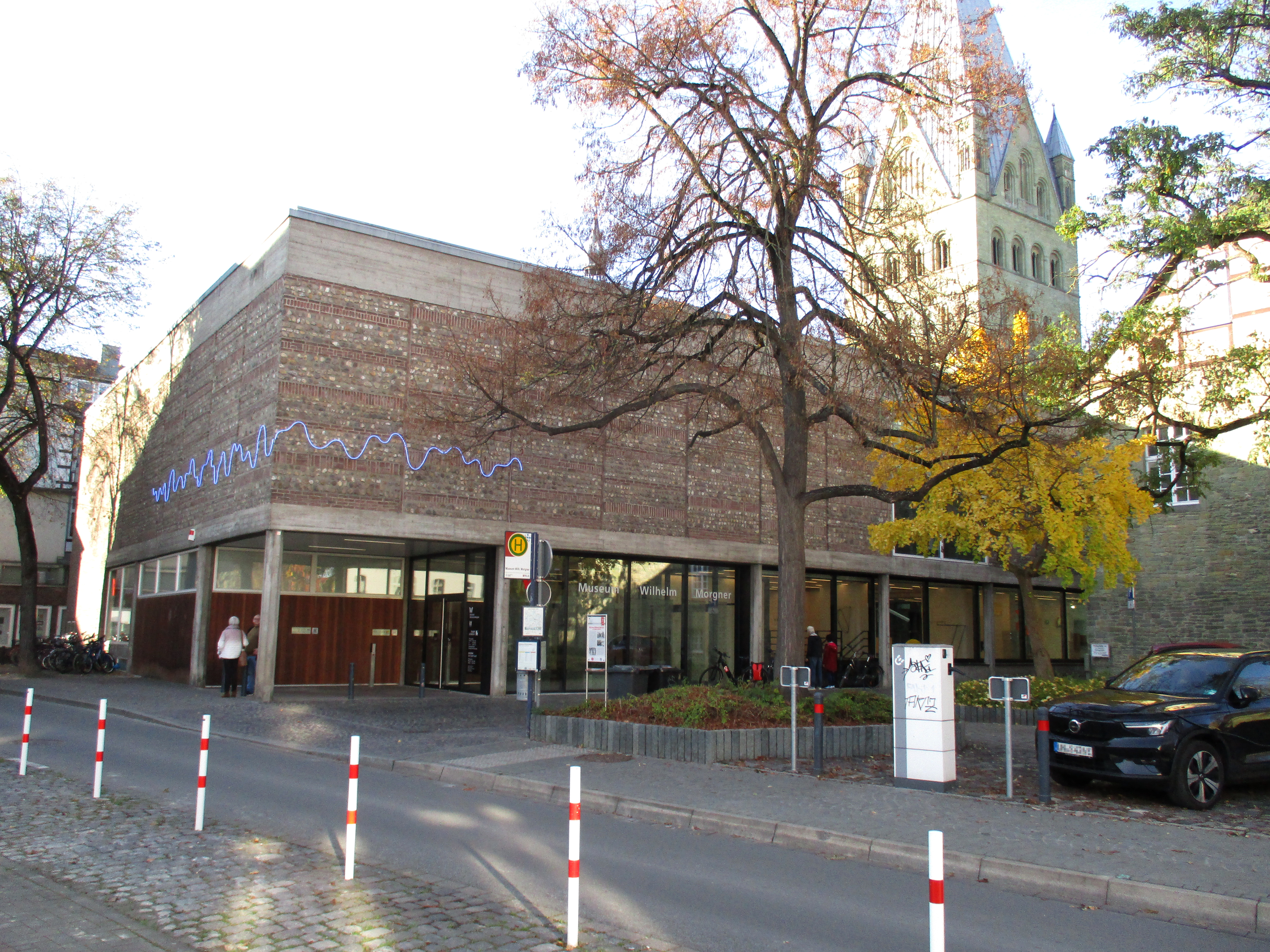
Wilhelm-Morgner-Haus, Soest (2024)

Das Wilhelm-Morgner-Haus in Soest beheimatet seit Mai 2016 das Museum Wilhelm Morgner und den Raum Schroth der Stiftung Konzeptuelle Kunst mit der Sammlung Schroth.
Das Gebäude wurde 1962 nach den Plänen des Wiesbadener Architekten Rainer Schell errichtet und gehört als typisches Bauwerk der frühen 1960er-Jahre zu den jüngsten Baudenkmälern der Stadt Soest.
In einer ständigen Ausstellung werden wichtige Arbeiten des in Soest geborenen Expressionisten Wilhelm Morgner gezeigt. Die Sammlung enthält 60 Gemälde sowie 400 grafische Arbeiten und Zeichnungen.
Andere Arbeiten aus städtischem Besitz unterschiedlicher Stilrichtungen werden ebenso präsentiert. Plastiken, Skulpturen, Grafiken und Gemälde des Westfälischen Expressionismus, regionale Landschaftsmalerei und Werke der Moderne nach 1945 bis hin zur zeitgenössischen Kunst finden hier eine Bühne. Die hier aufbewahrte Städtische Kunstsammlung dokumentiert ausführlich die regionale Kunst des 19. und 20. Jahrhunderts. Der Kunstbesitz der Stadt Soest erstreckt sich auf mehr als 3.500 Kunstwerke verschiedener Künstler, die in Beziehung zu Soest standen oder hier ausgestellt haben; hierzu zählen neben vielen anderen Heinrich Aldegrever, Christian Rohlfs, Emil Nolde, Otto Modersohn, Paula Modersohn-Becker, Franz Nölken, Johannes Molzahn, Arnold Topp, Eberhard Viegener, Wilhelm Wulff, Max Schulze-Sölde, Paul Werth, Josef Albers, Chargesheimer, Karl Fred Dahmen, Günter Drebusch, Hans Kaiser, Henning Kürschner, Sandra del Pilar, Jochem Poensgen, Federico Schiaffino, Emil Schumacher, Fred Thieler, Günther Uecker, Timm Ulrichs, Hans D. Voss, Fritz Winter und Emilio Vedova.
Es werden auch wechselnde Sonderausstellungen als Einzel- oder Gruppenausstellung durchgeführt.
In der im Haus befindlichen Artothek können Interessierte Bilder ausleihen.
Bis zum Mai 2016 war das Wilhelm-Morgner-Haus aufgrund von Sanierungs- und Erweiterungsarbeiten für Besucher geschlossen.
Am 9. September 2015 beschloss der Rat der Stadt Soest die Umbenennung in „Museum Wilhelm Morgner“, davor wurde es unter der Bezeichnung „Kunstmuseum Wilhelm-Morgner-Haus“ geführt.
Das Gebäude ist seit 1999 als Baudenkmal in der Denkmalliste der Stadt Soest eingetragen und wurde im Januar 2017 von der LWL-Denkmalpflege, Landschafts- und Baukultur in Westfalen als Denkmal des Monats in Westfalen-Lippe ausgezeichnet.

## Literatur

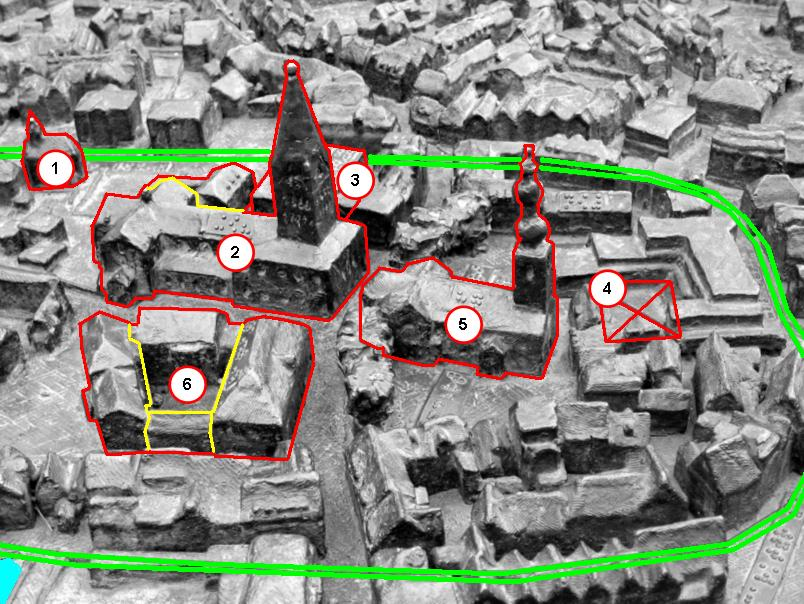
Der ottonische Kern der Altstadt (grün umrandet): 1) Nikolaikapelle, 2) St.-Patrokli-Dom, 3) Wilhelm-Morgner-Haus, 4) Standort der Alten Pfalz, 5) St.-Petri-Kirche, 6) Rathaus mit vier Gebäudeteilen aus verschiedenen Jahrhunderten; unten links ein Zipfel des Großen Teiches